# Пойколайнен, Томи
То́ми Яа́кко Пойкола́йнен  (фин. Tomi Jaakko Poikolainen; род. 27 декабря 1961 года, Хельсинки) — финский лучник, олимпийский чемпион 1980 года в личном первенстве, призёр Олимпийских игр 1992 года в команде.

## Карьера
Пойколайнен занялся стрельбой из лука в конце 1970-х годов под руководством Кьёсти Лаасонена, бронзового призёра Олимпиады 1972 года в Мюнхене.
В 1980 году финн дебютировал на Олимпиадах. В личном соревновании лучников Пойколайнен стал сенсационным победителем, набрав итоговую сумму 2455 очков и обойдя на три очка советского стрелка Бориса Исаченко. Выиграв золото в возрасте 18 лет, 7 месяцев и 6 дней, Пойколайнен стал самым молодым олимпийским чемпионом в истории Финляндии.
Через четыре года в Лос-Анджелесе финн не смог защитить звание чемпиона и стал пятым. На Играх в Сеуле Пойколайнен и вовсе не пробился в десятку лучших, а в дебютировавших командных соревнованиях финская команда остановилась в шаге от медали.
В 1992 году на Олимпиаде в Барселоне Пойколайнен помог своей сборной завоевать серебро командного первенства, где финны уступили два очка только хозяевам турнира — испанцам. Последний раз Томи Пойколайнен выступил на Олимпиаде в 1996 году, но там не имел особых успехов.
Томи Пойколайнен не выигрывал чемпионатов мира. Дважды он завоёвывал серебро командных соревнований, а в 1989 году стал бронзовым призёром личного первенства. На континентальных чемпионатах финн был более удачлив и дважды становился чемпионом Европы (в 1986 году в личном, а в 1994 — в командном первенствах).
Жена Томи Пойколайнена Юта также лучница. В 1988 году она принимала участие в Олимпийских играх, но как в личном, так и в командном первенствах не пробилась даже в десятку сильнейших.

## Выступления на Олимпийских играх
| Игры              | Личное первенство | Командное первенство |
| ----------------- | ----------------- | -------------------- |
| 1980 Москва       | 1                 | —                    |
| 1984 Лос-Анджелес | 5                 | —                    |
| 1988 Сеул         | 11                | 4                    |
| 1992 Барселона    | 24                | 2                    |
| 1996 Атланта      | 12                | 8                    |